# ميغيل (مغني)
ميغيل (بالإنجليزية: Miguel) (و. 1985  م) هو مغن مؤلف، ومغني، وموسيقي، وكاتب أغاني، وملحن، ومنتج أسطوانات، وعازف قيثارة أمريكي، ولد في كاليفورنيا، يستخدم آلات قيثارة.

## وصلات خارجية
- ميغيل على موقع IMDb (الإنجليزية)
- ميغيل على موقع ميوزك برينز (الإنجليزية)
- ميغيل على موقع رولينغ ستون (الإنجليزية)
- ميغيل على موقع أول ميوزيك (الإنجليزية)
- ميغيل على موقع ديسكوغز (الإنجليزية)
- ميغيل على موقع ديسكوغز (الإنجليزية)
- ميغيل على موقع قاعدة بيانات الفيلم (الإنجليزية)

- ميغيل في قاعدة بيانات الأفلام على الإنترنت